# Sovětská liga ledního hokeje 1979/1980
Sezóna 1979/1980 byla 34. sezonou Sovětské ligy ledního hokeje. Mistrem se stal tým CSKA Moskva.
Tým Avtomobilist Sverdlovsk sestoupil. Ze 2. ligy postoupil celek Dynamo Minsk. SKA Leningrad se v baráži udržel. Ižstal Iževsk v baráži neuspěl a na jeho úkor postoupil Salavat Julajev Ufa.

## Konečné pořadí
| #  | Tým                     | Z  | V  | R  | P  | Sk.     | B  |
| -- | ----------------------- | -- | -- | -- | -- | ------- | -- |
| 1  | CSKA Moskva             | 44 | 39 | 2  | 3  | 306-118 | 80 |
| 2  | Dynamo Moskva           | 44 | 33 | 1  | 10 | 235-127 | 67 |
| 3  | Spartak Moskva          | 44 | 28 | 5  | 11 | 195-140 | 61 |
| 4  | Křídla Sovětů Moskva    | 44 | 22 | 5  | 17 | 172-149 | 49 |
| 5  | Torpedo Gorkij          | 44 | 20 | 4  | 20 | 175-173 | 44 |
| 6  | Sokol Kyjev             | 44 | 14 | 12 | 18 | 146-161 | 40 |
| 7  | Traktor Čeljabinsk      | 44 | 17 | 6  | 21 | 139-162 | 40 |
| 8  | Dynamo Riga             | 44 | 16 | 4  | 24 | 134-162 | 36 |
| 9  | Chimik Voskresensk      | 44 | 15 | 6  | 23 | 138-174 | 36 |
| 10 | Ižstal Iževsk           | 44 | 9  | 8  | 27 | 143-229 | 26 |
| 11 | SKA Leningrad           | 44 | 10 | 6  | 28 | 128-233 | 26 |
| 12 | Avtomobilist Sverdlovsk | 44 | 8  | 7  | 29 | 139-222 | 23 |